# نظریه ماتریس (فیزیک)
نظریهٔ ماتریس یکی از نظریاتی‌است که در حالت‌های خاص می‌تواند توصیف دقیق از نظریه-م ارائه دهد. عملاً به همهٔ مدل‌های مکانیک کوانتومی که آن درجه‌های آزادی به صورت ماتریس نشان داده‌شده‌اند نظریهٔ ماتریس می‌گویند. در واقع برای توصیف نظریهٔ م در زمینه‌های مختلف (مثلاً فضای تخت مینوکوفسکی یا موج pp) نظریه‌های ماتریس مختلفی وجود دارد.این نظریه توهمی و انتزاعی است

## تاریخچه
نظریهٔ ماتریس اولین بار به عنوان نظریهٔ کوانتیده‌کردن پوسته در جبههٔ نور مطرح شد که در آن تعداد بینهایت درجه‌های آزادی در پوسته با {\displaystyle N\times N} درجهٔ آزادی (که تعدادش محدود است) ماتریس‌ها جایگزین شد. بنابراین هنگامی که {\displaystyle N} به سمت بینهایت برود این نظریه به نظریهٔ پوستهٔ پیوسته نزدیک می‌شود. همیلتونی این نظریه به صورت زیر است.
{\displaystyle H_{0}~=~R~Tr~({1 \over 2}\Pi _{A}^{2}-{1 \over 4}[X_{A},X_{B}]^{2}-{1 \over 2}\Psi ^{T}\gamma ^{A}[X_{A},\Psi ])~~A,B=1,\ldots ,9}
در اینجا {\displaystyle X} و {\displaystyle \Psi } ماتریس‌های {\displaystyle N\times N} هرمیتین‌اند. و {\displaystyle \Pi } اندازه‌حرکت تعمیم‌یافته.
یک نکتهٔ جالب این است که با قاعده‌مند کردن نظریهٔ پوستهٔ پیوسته با هر مقدار سرده (ی توپلوژیک g) باز همین نظریهٔ ماتریس {\displaystyle U(N)} حاصل می‌شود یعنی سردهٔ توپولوژیک (تعداد دسته‌ها = g) تأثیری در شکل نهایی همیلتونی ندارد.
گرچه کنش ماتریس با قاعده‌مند کردن تنها یک پوسته حاصل می‌شود، این نظریه حاوی ساختمانی پیچیده‌تر از پوستهٔ تقریب‌خورده‌است. مثلاً با نوع خاصی از تنظیم ماتریس‌ها برای مقادیر بزرگ {\displaystyle N} می‌توان هر سیستمی با چندین پوسته با توپولوژی دلخواه را تقریب زد در حالی که نظریهٔ نخستینِ پوستهٔ پیوسته مسلماً فقط یک پوسته را توصیف می‌کند. ساختمان پیچیده‌تر نظریهٔ ماتریس به خاطر ماهیت کوانتیدهٔ ثانوی آن است.

## ارتباط نظریهٔ ماتریس و نظریه-م
در سال ۱۹۹۶ بنکس، فیشر، شنکر و ساسکیند (ب‌ف‌س‌س)، با نظر به تحولات رخ‌داده پیرامون د-وسته‌ها و همزادی‌ها حدس زدند که حد{\displaystyle N\to \infty } مکانیک کوانتومی ماتریسیِ ابرمتقارنِ بالا نظریه م را در مختصات جبهه-نور به‌طور کامل توصیف می‌کند. ساسکیند بعدها استدلال کرد که حالت Nمحدودِ نظریهٔ مکانیک کوانتوم ماتریسی بنِ سکتور جبهه-نور رپوسته به دست آمده‌است، ایشان (ب‌ف‌سس) از راهی کاملاً متفاوت به همین فرمول رسیدند.
همیلتونی ب‌ف‌س‌س از لاگرانژی کم‌انرژی سیستم Nتا د۰-وستهٔ نوع IIA به دست می‌آید. که لاگرانژی مکانیک کوانتوم ماتریسی‌است که از کاهش ابعادی لاگرانژی ۱۰بعدی ابر ینگ-میلز به{\displaystyle 0+1} بعد حاصل می‌شود.
مطالعهٔ مدل ب‌ف‌س‌س به دلایلی چند دشوار است. نخست اینکه در آن جهت‌های تخت به چشم می‌خورد. علاوه‌براین تشخیص حالت‌های تک-ذره‌ای از حالت‌های چندذره‌ای دشوار است. همچنین ثابت جفت‌شدگی قابل تنظیم ندارد از این رو نمی‌توان در آن از تقریب‌های اختلالی استفاده کرد.